# Süßer Vogel Jugend (1962)
Süßer Vogel Jugend (engl. Originaltitel Sweet Bird of Youth) ist ein US-amerikanisches Filmdrama aus dem Jahr 1962. Es basiert auf dem gleichnamigen Schauspieldrama aus dem Jahr 1959 von Tennessee Williams. Die Hauptrollen wurden mit den gleichen Darstellern Paul Newman und Geraldine Page besetzt, die schon in der Bühnenaufführung mitgewirkt hatten.

## Handlung
Der erfolglose Schauspieler Chance Wayne kehrt als Begleiter der in die Jahre gekommenen Filmdiva Alexandra Del Lago in seine Heimatstadt St. Cloud (Florida) zurück und erhofft sich durch sie einen Karrieresprung. Sein eigentliches Ziel ist es jedoch, seine Jugendliebe Heavenly Finley, die Tochter des mächtigen Politikers „Boss Finley“ zu heiraten. Finley ist davon wenig begeistert und versucht, ihn mithilfe der örtlichen Gesetzeshüter aus der Stadt zu vertreiben. Schließlich wendet sich auch die Künstlerin von ihm ab und lässt ihn fallen. Wayne wird von den Männern Finleys zusammengeschlagen, doch am Ende entflieht er gemeinsam mit dessen Tochter.
Bühnendrama
Sonstiges
- Es erfolgte eine weitere Verfilmung im Jahr 1989 unter der Regie von Nicolas Roeg als Fernsehproduktion.

## Kritiken
- Thomas Ays: „Richard Brooks, der hier neben der Regie auch für das Drehbuch verantwortlich war, gelang eine absolut überzeugende und glanzvolle Adaption des Theaterstücks. Fans der Theaterversion werden sich jedoch mit einem gänzlich anderen Ende zufrieden geben müssen. Dennoch ist aus ‚Süßer Vogel Jugend‘ ein fantastischer Film aus dem Jahre 1962 geworden.“[2]
- Filmkritik auf Kino.de: „Im Vergleich zur Bühnenversion des Stücks fiel das Ende hier weitaus positiver aus.“[3]
- Lexikon des internationalen Films: „Gezeigt wird das Bild von Menschen, die hoffnungslos Phantomen nachjagen und von Skrupellosigkeit gezeichnet sind. Eine brillant inszenierte Theaterverfilmung mit hervorragender Besetzung.“[4]

Freigabe
Der Film erhielt trotz positiv abgewandelter und weniger gewalttätiger Handlung in den USA zunächst keine Freigabe für Personen unter 18 Jahren. Möglicherweise lag das an den Szenen, in denen im Film Rauschgift und Alkohol konsumiert wurden.

## Unterschiede zur Bühnenfassung
Ein wesentlicher Unterschied in der Verfilmung liegt in der Darstellung der gewaltsamen Zerstörung der Liebschaft zwischen Chance Wayne und Heavenly Finley. Im Original wird die Frau durch die Infektion mit Syphilis unfruchtbar und verliert ihre Gebärmutter. Im Film wurde dieses zu einer Schwangerschaft und einer anschließenden Abtreibung umgeändert. Auch die ursprüngliche Kastration von Wayne wird abgemildert. Wayne wird lediglich von den Männern Finleys zusammengeschlagen, so dass das Paar am Ende mit dem Auto davonfahren kann und einer Familiengründung nichts mehr im Wege steht. Die eigentliche Dramatik einer völlig zerstörten Jugendliebe geht dadurch teilweise verloren.
Sonstiges
In dem Film stellt Geraldine Page die alternde Schauspielerin Alexandra Del Lago dar, Paul Newman ihren wesentlich jüngeren Liebhaber. In Wirklichkeit war Page aber lediglich zwei Monate älter als Newman. Newman wiederum, der im Film um die 30 sein soll, war bei den Dreharbeiten bereits 37 Jahre alt.

## Auszeichnungen
Academy Award Gewonnen in der Kategorie:
- 1963: bester Nebendarsteller … für Ed Begley.

Academy-Award-Nominierungen in den Kategorien:
- 1963: beste Hauptdarstellerin … für Geraldine Page
- 1963: beste Nebendarstellerin … für Shirley Knight

Golden Globe in der Kategorie:
- Beste Schauspielerin – Drama … für Geraldine Page

Golden Globe-Nominierungen in den Kategorien:
- Bester Schauspieler – Drama … für Paul Newman
- Beste Nebendarstellerin … für Shirley Knight
- Bester Nebendarsteller … für Ed Begley